# Mäeküla (Paide)
Mäeküla – wieś w Estonii, w prowincji Järva, w gminie Paide.